# Adam Jakub Szydłowski
Adam Jakub Szydłowski herbu Lubicz (zm. w 1820 roku) – szambelan Stanisława Augusta Poniatowskiego w 1766 roku, pokojowy królewski, rotmistrz kawalerii narodowej, starosta mielnicki w 1775 roku, marszałek ziemi mielnickiej w konfederacji targowickiej, poseł mielnicki na Sejm Czteroletni w 1790 roku.
Poseł na sejm 1782 roku z ziemi nurskiej. Poseł na sejm 1784 roku z ziemi mielnickiej. W 1786 roku wybrany posłem na sejm z ziemi nurskiej. Poseł ziemi mielnickiej na sejm grodzieński w 1793 roku i członek konfederacji grodzieńskiej. Z nominacji sejmu grodzieńskiego w 1793 roku był konsyliarzem Rady Nieustającej.
W 1792 roku odznaczony Orderem Orła Białego, w 1780 roku został kawalerem Orderu Świętego Stanisława.